# Bahnhöfe in Kronach
Die derzeit betriebenen Bahnhöfe bzw. Haltepunkte in Kronach liegen allesamt an der Bahnstrecke Hochstadt-Marktzeuln–Probstzella. Ein weiterer Haltepunkt lag an der stillgelegten Rodachtalbahn.

## Bahnhof Kronach

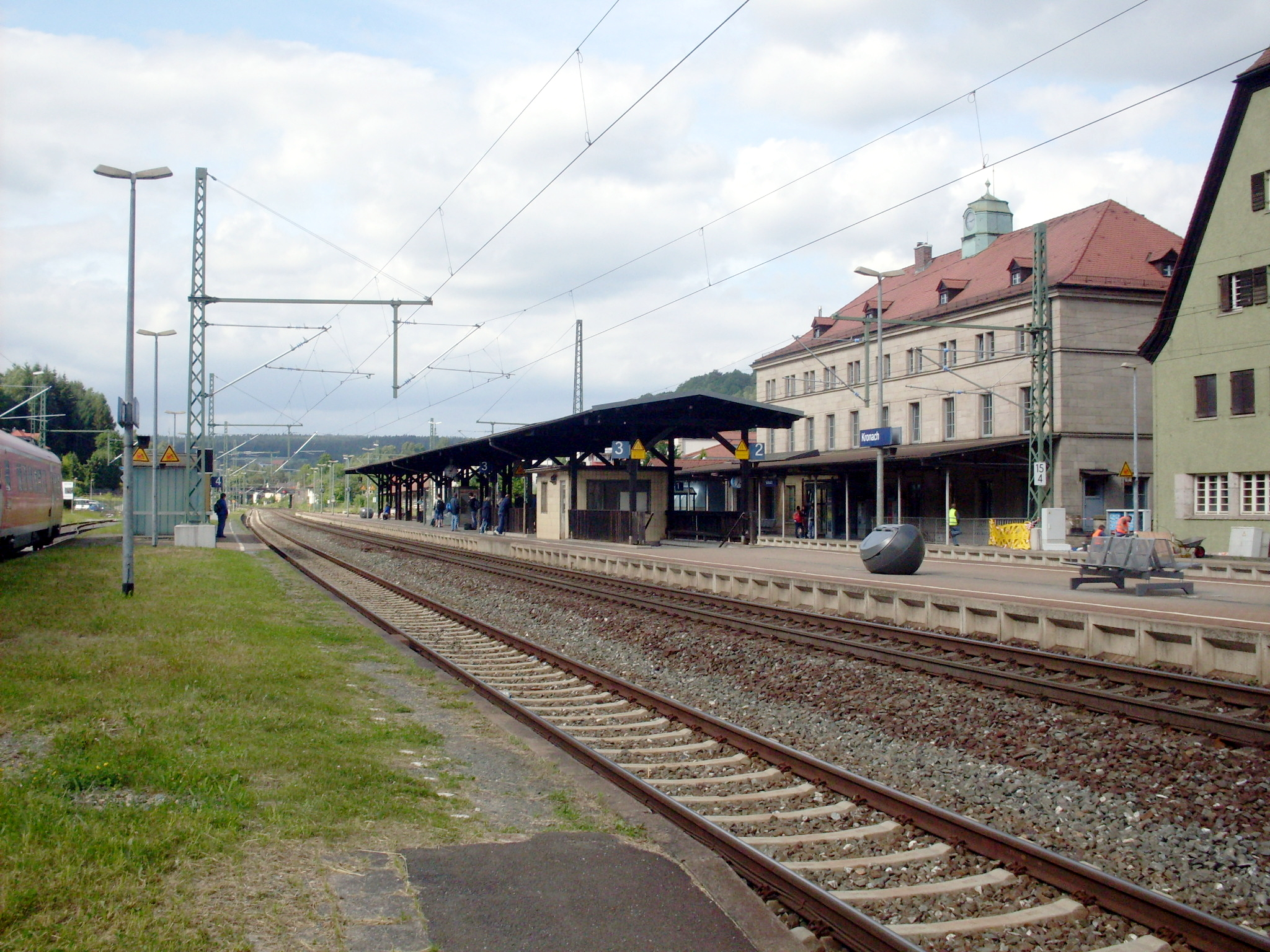
Bahnhof Kronach

Der Bahnhof Kronach ist mit fünf Bahnsteiggleisen der größte und wichtigste Bahnhof in Kronach. In Kronach halten Regionalbahnen, Regionalexpress-Züge sowie zweistündliche Intercity-Züge auf der Linie Leipzig-Karlsruhe. Von Kronach aus besteht in Richtung Lichtenfels und Saalfeld (Saale) durch die Intercity-Züge jeweils in manchen Stunden ein Halbstundentakt.

## Haltepunkt Neuses bei Kronach

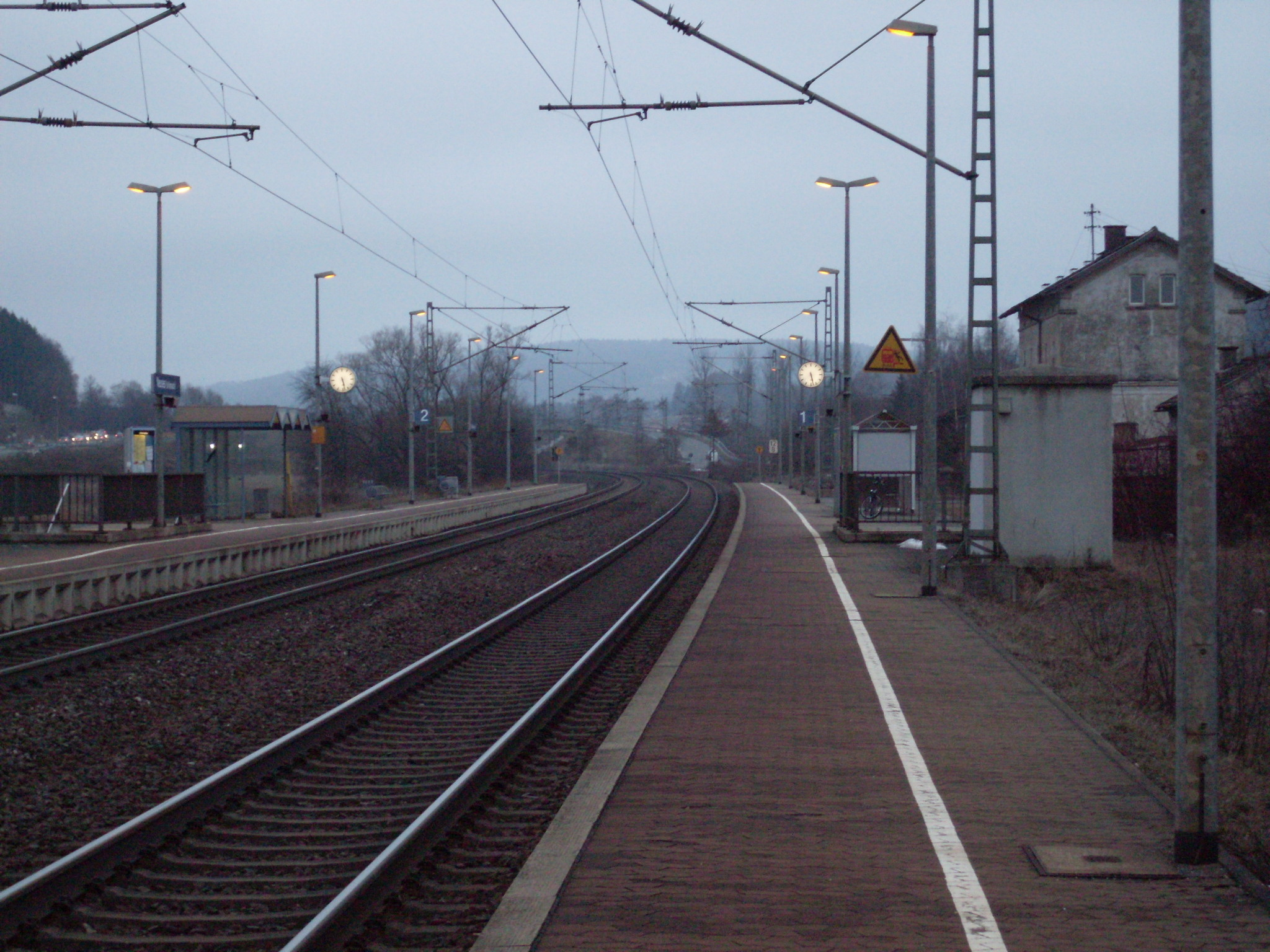
Haltepunkt Neuses

Der Haltepunkt Neuses bei Kronach liegt drei Kilometer südlich von Kronach im Stadtteil Neuses an der Frankenwaldbahn. Der nächste Bahnhof in nördlicher Richtung ist Kronach. Küps ist im Süden der nächste Bahnhof. Der Haltepunkt ist zweigleisig und hat zwei Außenbahnsteige sowie ein Empfangsgebäude. Außerdem hat er ein mittlerweile stillgelegtes Abstellgleis und einen Güterschuppen, aber die Anschlussgleise zu diesem wurden schon abgebaut. An der Station halten derzeit die Regionalbahn der Relation Bamberg – Lichtenfels – Kronach und die Regional-Express-Linie Nürnberg – Lichtenfels – Leipzig. Es besteht in Richtung Kronach sowie in Richtung Lichtenfels ein Stundentakt. Früher zweigte in Neuses bei Kronach die Bahnstrecke nach Weißenbrunn ab.

## Haltepunkt Gundelsdorf

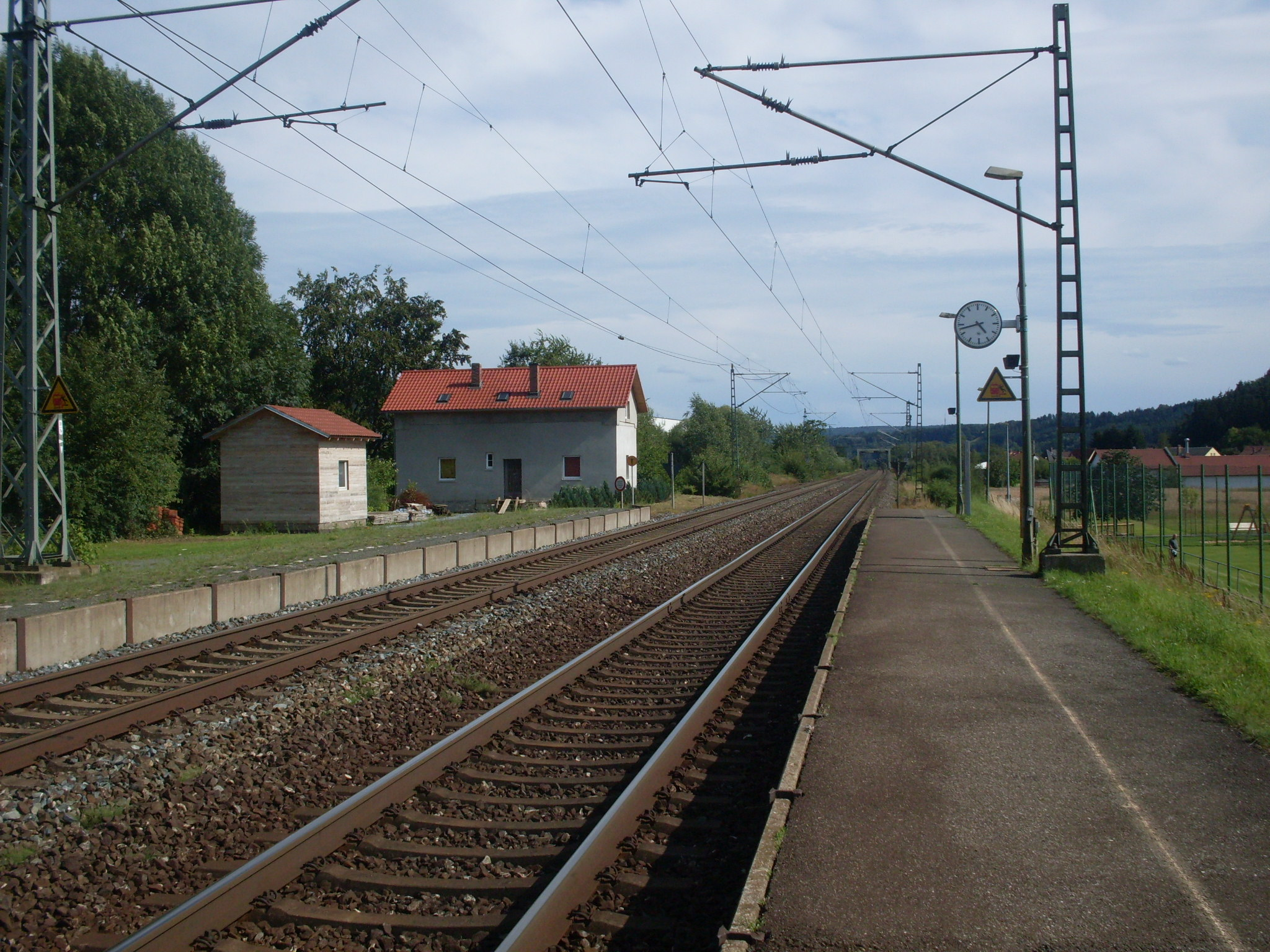
Haltepunkt Gundelsdorf

Der Haltepunkt Gundelsdorf ist ein zweigleisiger Haltepunkt, welcher sich im Kronacher Stadtteil Gundelsdorf befindet. Der nächste Bahnhof in Richtung Süden ist Kronach. In nördlicher Richtung ist Stockheim (Oberfranken) der nächste Halt. Der Haltepunkt hat zwei Außenbahnsteige. Zur Station gehört ebenfalls ein Empfangsgebäude, welches aber momentan leer steht. In Gundelsdorf halten derzeit nur Regionalexpress-Züge der Relation Nürnberg – Lichtenfels – Leipzig im Zweistundentakt in Richtung Kronach und Saalfeld (Saale).

## Haltepunkt Höfles

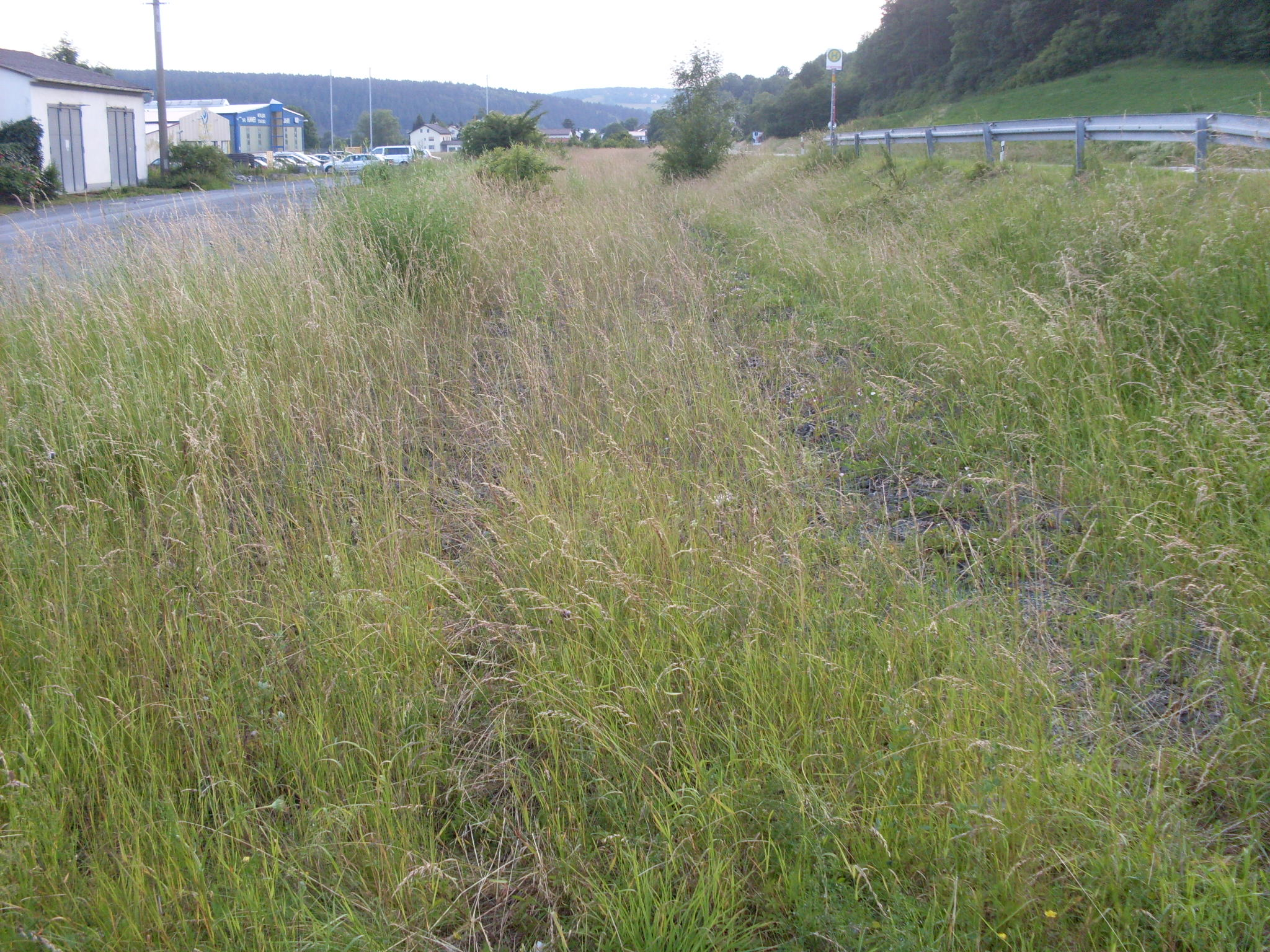
Ehemaliger Standort des Haltepunkt Höfles

Der stillgelegte Haltepunkt Höfles befand sich im Stadtteil Höfles an der Rodachtalbahn bei Streckenkilometer 3,69. Der nächste Bahnhof in Richtung Westen war Kronach. In östlicher Richtung war der nächste Halt Unterrodach. Kurz nachdem 1962 der Fahrkartenverkauf in Höfles eingestellt wurde, hat man das Empfangsgebäude abgerissen. 1976 endete der Personenverkehr auf der Rodachtalbahn. Bis 2001 war Höfles Verladestelle, insbesondere im Holzverkehr. 2005 wurden das Strecken- und das Ladegleis abgerissen.